# Ordine della Ikhamanga
L'Ordine della Ikhamanga è un ordine cavalleresco del Sudafrica.

## Storia
L'Ordine fu fondato il 30 novembre 2003 e dedicato al fiore strelitzia (che in lingua xhosa si chiama per l'appunto Ikhamanga).
L'Ordine viene conferito per premiare i successi nelle arti, nella cultura, nella letteratura, nella musica, nel giornalismo e nello sport (che inizialmente erano premiati con l'Ordine del Baobab).

## Classi
L'Ordine dispone delle seguenti classi di benemerenza che danno diritto a dei postnominali qui indicati tra parentesi:
- Oro (OIG), per servizio eccezionale
- Argento (OIS), per servizio eccellente
- Bronzo (OIB), per servizio straordinario

## Insegne
- L'insegna è ovale e raffigura un sole che sorge, una "testa di Lydenburg", due fiori Strelitzia, un tamburo, tre cerchi e due carreggiate. La testa rappresenta le arti, il sole rappresenta la gloria, i cerchi simboleggiano lo sport e le strade rappresentano la lunga strada verso l'eccellenza. Sul retro è raffigurato lo stemma del Sudafrica.
- Il nastro è oro con quattro linee color crema su ogni bordo e con figure stilizzate al centro del medesimo colore. Tutte e tre le classi sono portate intorno al collo.

L'Ordine è stato progettato da Charles Peter Gareth Smart, un designer grafico di Pretoria.